# Bernie Wagenblast
Bernie Wagenblast (Elizabeth, 1 september 1956) is een Amerikaans journalist, radiopresentator en stemacteur. Ze is de oprichter en redacteur van de Transportation Communications Newsletter en is bekend als de stem van reisinformatie via omroep in stations en op treinen van onder andere de metro van New York.
Wagenblast is een trans vrouw, wat ze in 2023 openbaar maakte.